# London Evening Post

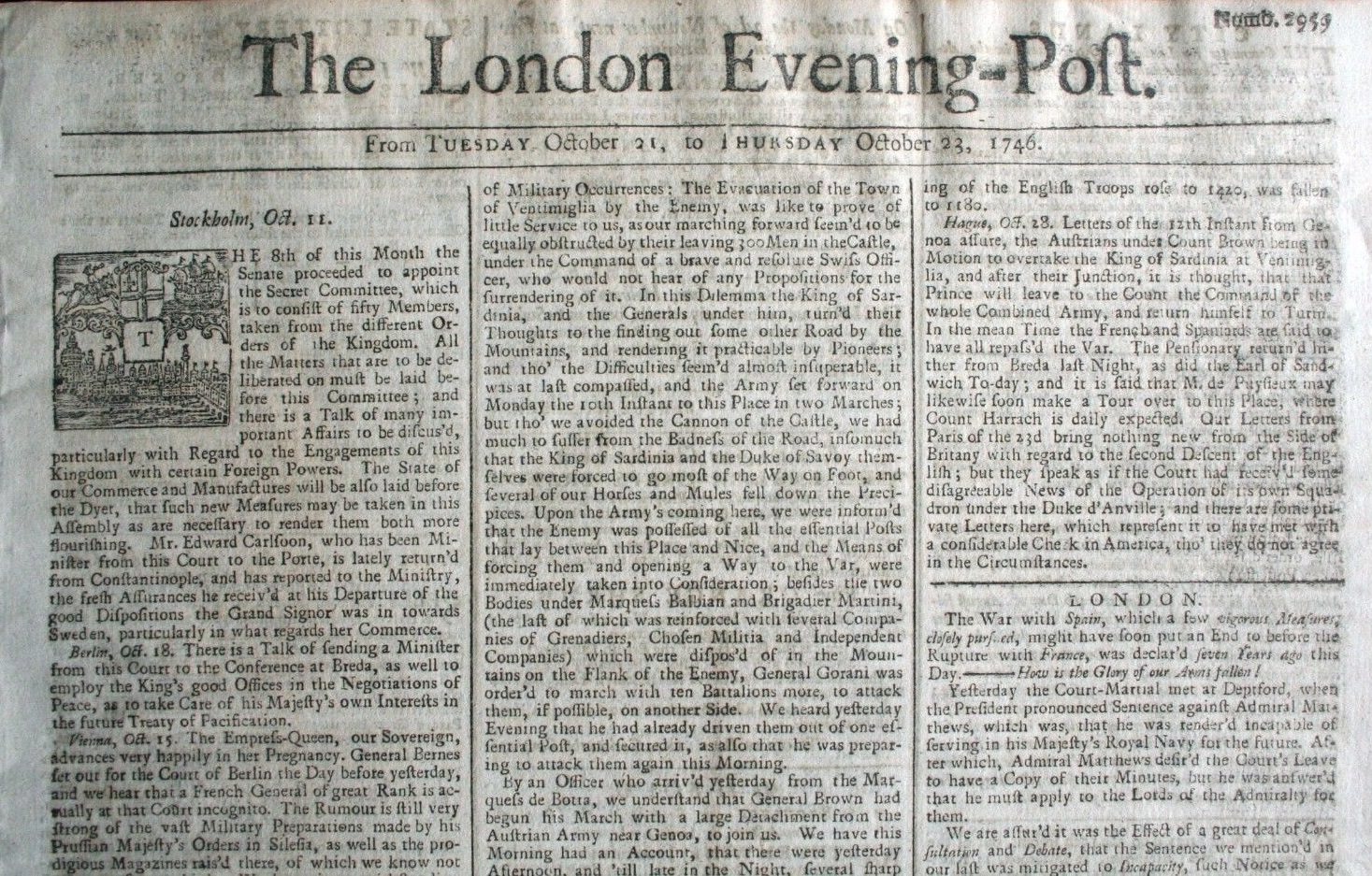

Le London Evening Post est un ancien journal britannique publié à Londres de 1727 à 1797.